# Cristian Sanavia
Cristian Sanavia (né le 27 février 1975 à Piove di Sacco, Vénétie) est un boxeur italien.

## Biographie
Passé professionnel en 1997, Cristian Sanavia devient successivement champion d'Italie des poids moyens entre 1999 et 2000, champion d'Europe EBU des super-moyens entre 2001 et 2002 puis champion du monde WBC de la catégorie le 5 mai 2004 après sa victoire aux points contre Markus Beyer. Battu lors du combat revanche le 9 octobre 2004, Sanavia redevient champion d'Europe en 2007 mais cède définitivement son titre l'année suivante face à Karo Murat.